# 바다뱀자리 TW b

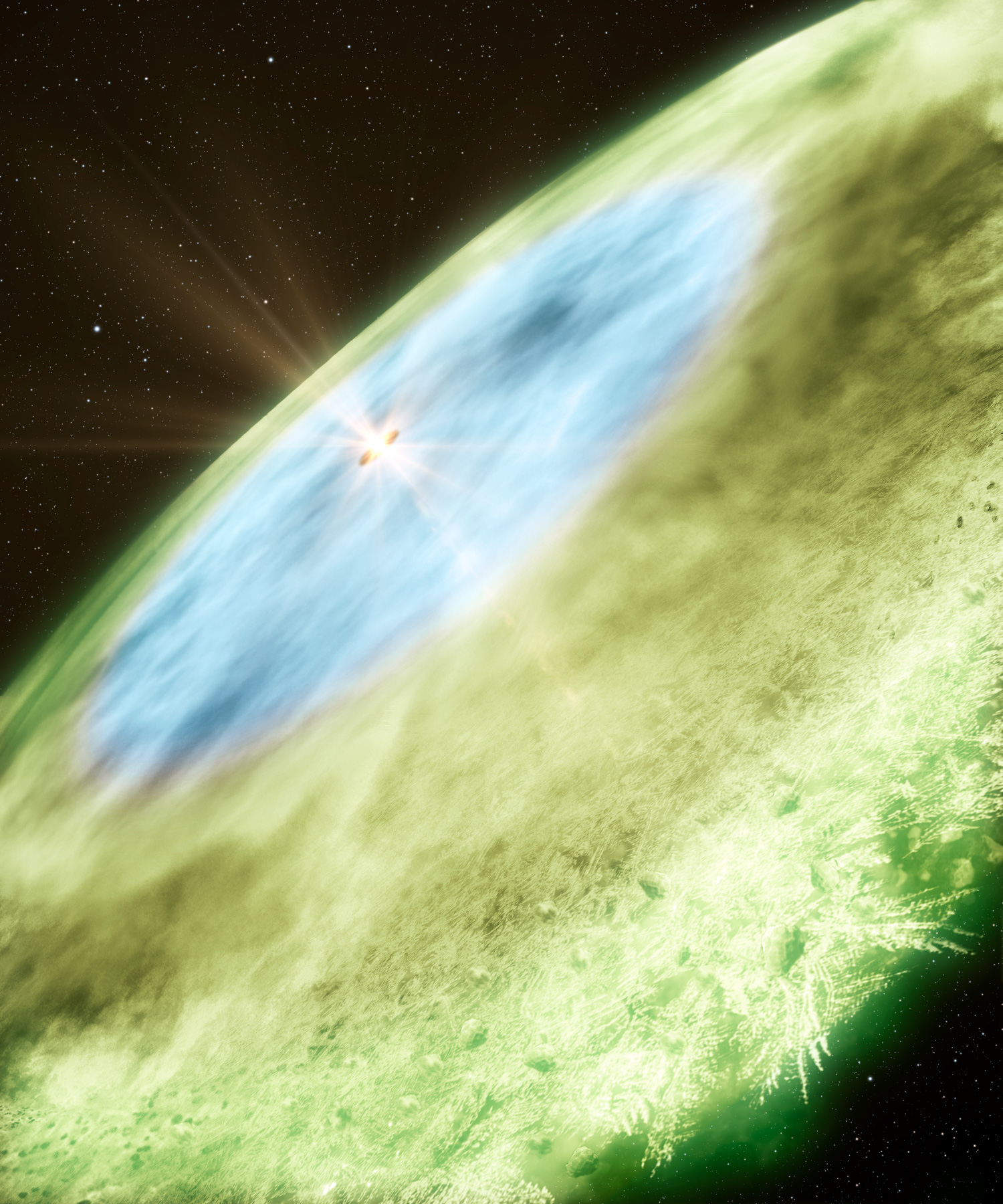

바다뱀자리 TW b는 바다뱀자리에 있는, 지구에서 약 176 광년 떨어져 있는 외계 행성이다. 이 행성은 독일 하이델베르크 소재 막스 플랑크 천문학 연구소 조니 세티아완 연구팀에 의해 2007년 12월 발견되었다. 이 행성의 질량은 목성의 9.8±3.3배이며 공전 주기는 3.56일, 어머니 항성과의 거리는 0.04 천문단위로 이는 바다뱀자리 TW 주위에 있는 원시 행성계 원반 안쪽 경계면보다도 항성에 더 가까이 있는 것이다. 항성 자체는 매우 젊기 때문에 지금까지 발견된 외계행성들 중 가장 젊으며, 아직도 행성계가 생성되는 단계에 있는 것으로 생각된다.

## 참고 문헌
1. ↑  J., Setiawan; Th. Henning, R. Launhardt, A. Müller, P. Weise & M. Kürster (2008년 01-03월). “A young massive planet in a star–disk system” (abstract). 《네이처》 451: 38–41. doi:10.1038/nature06426.
2. ↑  Maggie, McKee (2008년 1월 2일). “First planet discovered around a youthful star”. NewScientist.com news service. 2008년 1월 3일에 원본 문서에서 보존된 문서. 2008년 1월 2일에 확인함.
3. ↑  “A young extrasolar planet in its cosmic nursery: Astronomers from Heidelberg discover planet in a dusty disk around a newborn star”. 막스 플랑크 천문학 연구소. 2008년 1월 2일. 2008년 1월 3일에 확인함.